# Atractus boettgeri
Espèce
Atractus boettgeri est une espèce de serpents de la famille des Dipsadidae.

## Répartition
Cette espèce est endémique du département de Cochabamba en Bolivie.

## Description
L'holotype de Atractus boettgeri mesure 350 mm dont 22 mm pour la queue. Cette espèce a la face dorsale brun sombre et la face ventrale blanc jaunâtre tacheté de noir. Le dessous de sa queue est noir.

## Étymologie
Cette espèce est nommée en l'honneur d'Oskar Boettger (1844-1910).

## Publication originale
- Boulenger, 1896 : Catalogue of the snakes in the British Museum. London, Taylor & Francis, vol. 3, p. 1-727 (texte intégral).